# Puchar Litwy w piłce siatkowej mężczyzn
Puchar Litwy w piłce siatkowej mężczyzn – cykliczne krajowe rozgrywki sportowe organizowane przez Litewski Związek Piłki Siatkowej (Lietuvos tinklinio federacija).
Od 1950 roku do uzyskania przez Litwę niepodległości w 1990 roku zawody odbywały się w ramach Litewskiej SRR.
Obecnie zespoły z niższych klas rozgrywkowych rywalizują w tzw. Małym Pucharze (Mažoji taurė), a drużyny z najwyższej klasy rozgrywkowej w tzw. Dużym Pucharze (Didžioji taurė).

## Nazwy
- 1950-1953 – Puchar Litwy (Lietuvos taurė)
- 1965-1996 – Puchar Sportowy (Sporto taurė)
- 1997-2006 – Puchar Litwy (Lietuvos taurė)
- 2007-2012 – Puchar Sportowy (Sporto taurė)
- 2013-2025 – Puchar LTF (LTF taurė)

## Triumfatorzy

### Puchar Litewskiej SRR
| Rok       | Zdobywca pucharu      |
| --------- | --------------------- |
| 1950      | Wilno                 |
| 1951      | Dinamo Wilno          |
| 1952      | Wilno                 |
| 1953      | Žalgiris Kowno        |
| 1954-1964 | nie rozgrywano        |
| 1965      | Statybininkas Wilno   |
| 1966      | Statybininkas Wilno   |
| 1967      | Statybininkas Wilno   |
| 1968      | Sakalas Kowno         |
| 1969      | Atletas Kowno         |
| 1970      | Statyba Wilno         |
| 1971      | Statyba Wilno         |
| 1972      | Politechnika Kowno    |
| 1973      | Šilkas Kowno          |
| 1974      | Šilkas Kowno          |
| 1975      | Šilkas Kowno          |
| 1976      | Mokslas Wilno         |
| 1977      | Mokslas Wilno         |
| 1978      | Mokslas Wilno         |
| 1979      | Mokslas Wilno         |
| 1980      | Mokslas Wilno         |
| 1981      | Mokslas Wilno         |
| 1982      | Mokslas Wilno         |
| 1983      | Impulsas Wilno        |
| 1984      | Aušra Wilno           |
| 1985      | Šviesa Wilno          |
| 1986      | Šilumos tinklai Wilno |
| 1987      | Šilumos tinklai Wilno |
| 1988      | Šilumos tinklai Wilno |
| 1989      | Šviesa Wilno          |

### Puchar Litwy
| Rok  | Miejsce finału     | 1. miejsce                 | 2. miejsce                        | 3. miejsce                 |
| ---- | ------------------ | -------------------------- | --------------------------------- | -------------------------- |
| 1990 |                    | VTK Wilno                  |                                   |                            |
| 1991 |                    | VTK Wilno                  |                                   |                            |
| 1992 |                    | Lamaringas Wilno           |                                   |                            |
| 1993 |                    | Morena Wilno               |                                   |                            |
| 1994 |                    | Lamaringas Wilno           |                                   |                            |
| 1995 |                    | Justė ir Ko Wilno          |                                   |                            |
| 1996 |                    | Šviesa Wilno               |                                   |                            |
| 1997 |                    | VPU-Šviesa Wilno           |                                   |                            |
| 1998 |                    | VPU Wilno                  |                                   |                            |
| 1999 |                    | Šviesa Wilno               |                                   |                            |
| 2000 |                    | Polonija Wilno             |                                   |                            |
| 2001 |                    | Kontaktas Wilno            |                                   |                            |
| 2002 |                    | Antivis Tytuvėnai          |                                   |                            |
| 2003 |                    | Antivis Tytuvėnai          |                                   |                            |
| 2004 |                    | Antivis Kelmė              |                                   |                            |
| 2005 |                    | Naujoji Agluona            |                                   |                            |
| 2006 |                    | Isto-VU SM Tauras          |                                   |                            |
| 2007 | Poniewież          | Isto SM Tauras             | Elga Startas                      | Naujoji Agluona            |
| 2008 | Wilno              | Naujoji Agluona            | Flamingo Volley                   | Antivis Kelmė              |
| 2009 | Kowno              | Antivis-Etovis Kelmė       | Flamingo Volley                   | Elga Startas               |
| 2010 | Soleczniki Małe    | Flamingo Volley            | Antivis-Etovis Kelmė              | Elga Startas               |
| 2011 | Gabšiai (Rosienie) | Flamingo Volley/SM Tauras  | Elga-Master Idea                  | VGTU                       |
| 2012 | Wilno              | Flamingo Volley/SM Tauras  | Antivis-Etovis Kelmė              | Elga-Master Idea           |
| 2013 | Szawle             | Elga-Master Idea SM Dubysa | Flamingo Volley/SM Tauras         | Antivis-Etovis Kelmė       |
| 2014 | Olita              | Elga-Master Idea SM Dubysa | KTU-Mintonet                      | Norvelita Raseiniai        |
| 2015 | Gabšiai (Rosienie) | Elga-Master Idea SM Dubysa | Norvelita Raseiniai               | Sūduva Mariampol           |
| 2016 | Gorżdy             | Elga-Master Idea SM Dubysa | Vilniaus Kolegija/Flamingo Volley | Gargždų SC                 |
| 2017 | Gabšiai (Rosienie) | Sūduva Mariampol           | Norvelita Raseiniai               | Elga-Master Idea SM Dubysa |
| 2018 | Kielmy             | Amber Queen Kłajpeda       | Elga-Master Idea SM Dubysa        | Etovis Kelmė               |
| 2019 | Mariampol          | Amber-Arlanga Kłajpeda     | Sūduva Mariampol                  | RIO-Startas Kowno          |
| 2020 | Gorżdy             | Amber-Arlanga Gorżdy       | Sūduva Mariampol                  | Elga-Master Idea SM Dubysa |
| 2021 | Kielmy             | Amber-Arlanga Gorżdy       | Sūduva Mariampol                  | RIO-Startas Kowno          |
| 2022 | Gorżdy             | Elga-Grafaitė-SC Dubysa    | Etovis Kelmė                      | Sūduva Mariampol           |
| 2023 | Olita              | Amber Volley Gorżdy        | Elga-Grafaitė-SC Dubysa           | Sūduva Mariampol           |
| 2025 | Wilno              | Elga Grafaitė S-Sportas    | Alytaus Ultra                     | Amber Volley Gorżdy        |